# Río Ríndaco
El río Ríndaco (En turco: río Mustafakemalpaşa, río Orhaneli o río Adirnaz) es un río en el noroeste de Anatolia en la provincia de Bursa de la región turca de Mármara. En tiempos antiguos se le conocía como río Ríndaco (latín Rhyndacus, griego Ῥυνδακός) El actual nombre oficial es el de Mustafakemalpaşa, por el nombre de la ciudad de Mustafakemalpaşa (antigua Cremaste), que se encuentra cerca de su delta en el lago Apoloniatis (actual Lago Uluabat).

## Mitología
En la mitología griega, Ríndaco era un hijo de Océano y Tetis, y sus hijas del monte Didimón. Las Rindácides eran veneradas como pegeas, ninfas de los manantiales de agua.
En su Dionysiaca, Nono de Panópolis cuenta que las aguas del Ríndaco fueron utilizadas por Dioniso para drogar a la ninfa Nicea. Las Rindácides no la despertaron resentidas porque Nicea había matado al pastor Himno, que le pedía morir. Al recuperar sus sentidos, las maldijo. Rogó al Crónida (Zeus) y a Artemisa que convirtieran los palacios de las náyades en corrientes secas y polvorientas. Furiosa, buscó al dios Baco con el fin de dispararle, pero no lo encontró. La joven había quedado embarazada y dio a luz a Telete.

## Historia
En tiempos antiguos, el río Ríndaco era la arteria principal que conducía al Mar de Mármara y servía como frontera entre Misia y Bitinia. Hoy, denomina a a un afluente del río Macestos (actual Simav), que luego desemboca al el Mar de Mármara.
Durante la primera guerra mitridática, Cayo Flavio Fimbria derrotó a las fuerzas de Mitrídates VI dirigidos por su hijo Mitríades de la Cólquida en la batalla del Ríndaco en el año 85 a. C. Durante la tercera guerra mitridática, Lucio Licinio Lúculo lo derrotó nuevamente en la Batalla del Ríndaco en el 73 a. C.
En tiempos bizantinos, Manuel I estacionó su principal ejército de Anatolia en Lopadion (moderno Uluabat) a orillas del Ríndaco. Después del saqueo de Constantinopla durante la Cuarta Cruzada, el emperador latino Enrique se enfrentó al Imperio de Nicea en la batalla del Ríndaco el 15 de octubre de 1211.